# Frank Go
Frank Go was hoogleraar Toerisme aan de Erasmus Universiteit te Rotterdam.

## Biografie
Oorspronkelijk werkte Go in de dienstensector in de Verenigde Staten. Hij promoveerde in 1993 aan de Universiteit van Amsterdam. Go werkte aan universiteiten in Canada en Hongkong. Hij was (co-)auteur en co-redacteur van verschillende boeken en publicaties. Zijn onderzoek richtte zich op toerisme en innovatie.

## Lidmaatschap en Benoemingen
- Visiting Professor, Katholieke Universiteit Leuven
- Visiting Professor, Rikkyo University, Tokio
- Visiting Professor, Università degli studi di Palermo
- Deken, Master Hospitality Management, Hogere Hotel School, Den Haag
- Commissaris C.D.E.F. Holding
- Lid, International Association for Scientific Experts in Tourism
- Lid, Academy of Marketing
- Lid, redactieraad van zeven internationale wetenschappelijke journals

- Bibsys: 90841118
- Bibliothèque nationale de France: cb136244123 (data)
- CiNii: DA06254533
- Gemeinsame Normdatei: 139230939
- International Standard Name Identifier: 0000 0000 6766 8583
- Library of Congress Control Number: n92081319
- Bibliotheek van het Japanse parlement: 00869829
- Nationale Bibliotheek van Tsjechië: mub2014817587
- Nationale Bibliotheek van Israël: 987007442771805171
- Nationale en Universitaire bibliotheek Zagreb: 000396143
- Nederlandse Thesaurus van Auteursnamen: 105142689
- Système universitaire de documentation: 144083124
- Virtual International Authority File: 50884884
- WorldCat: E39PBJdCk7df6d4bwgy8J4vCQq